# Les Martres-d'Artière
 Les Martres-d'Artière  es una población y comuna francesa, situada en la región de Auvernia, departamento de Puy-de-Dôme, en el distrito de Clermont-Ferrand y cantón de Pont-du-Château.

## Demografía
| 713 | 688 | 806 | 1100 | 1206 | 1315 |
| Para los censos de 1962 a 1999 la población legal corresponde a la población sin duplicidades (Fuente: INSEE [Consultar]) |     |     |      |      |      |